# Salangselva

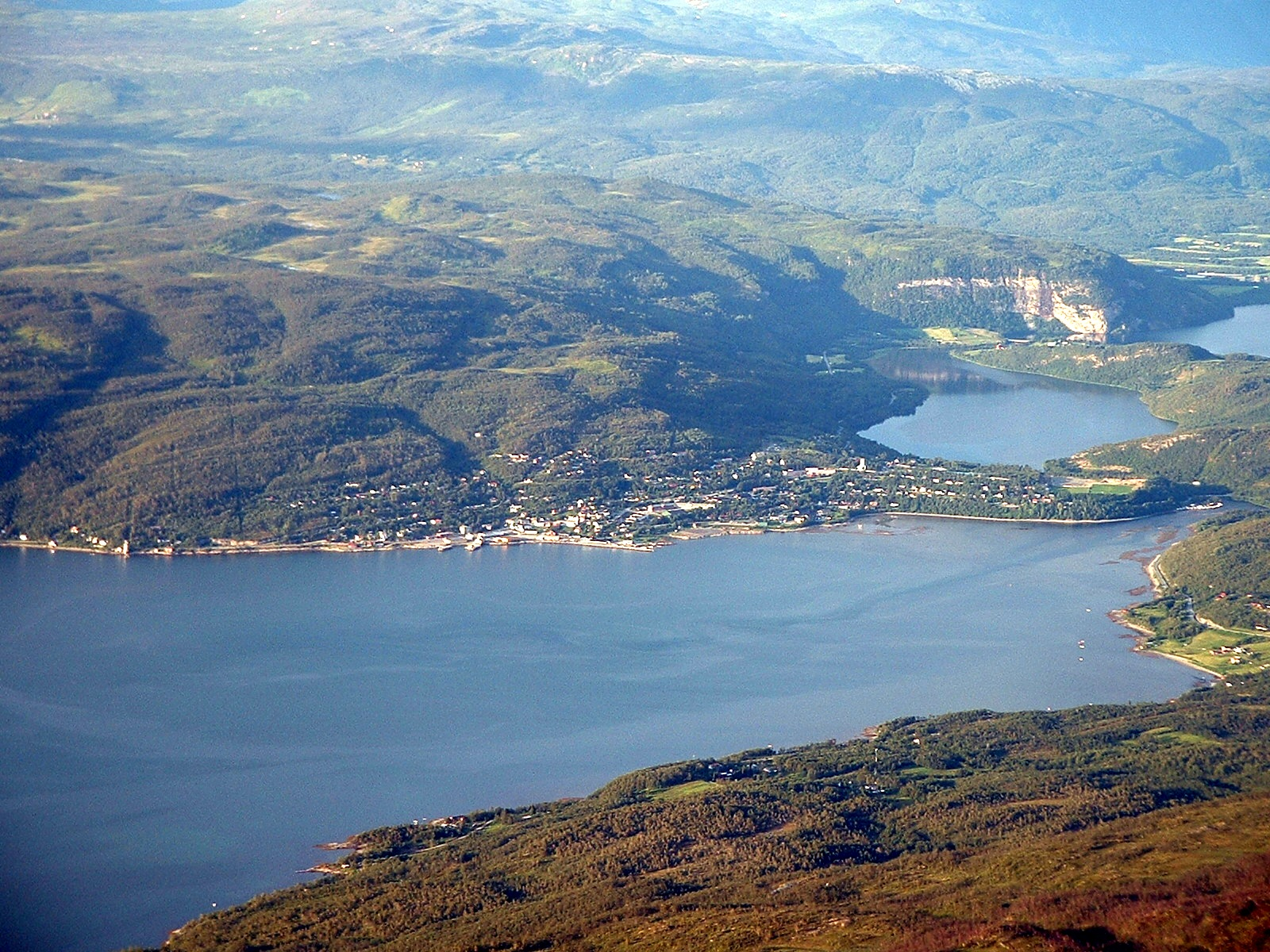
Sjøvegan y la desembocadura del Salangselva en el Sagfjorden

Salangselva es un río que recorre los municipios de Salangen y Bardu en el condado de Troms, Noruega. Su origen está en el lago Isvatnet, fluyendo a través del valle de Salangsdalen, la cascada Kistefoss y del lago Øvrevatnet, desembocando en el fiordo Sagfjorden en Sjøvegan.